# Antonín Hájek (Skispringer)
Antonín Hájek (* 12. Februar 1987 in Frýdlant v Čechách; † September 2022 in Malaysia) war ein tschechischer Skispringer und Skisprungtrainer. Seine Stärken als Athlet lagen im Skifliegen.

## Werdegang und Karriere

### Skispringer
Hájek wurde in Frýdlant v Čechách geboren und wuchs in Harrachov auf, wo er mit fünf Jahren das Skispringen zu erlernen begann. Sein Trainer war Jakub Jiroutek. Er trainierte im Club VK Dukla Liberec und war im Kader des tschechischen Skisprung-A-Teams.
In der Vierschanzentournee schaffte er es einmal, unter die besten 30 zu kommen. An den Olympischen Winterspielen 2006 konnte er nicht teilnehmen, weil er eine Woche zuvor einen Leistenbruch erlitten hatte. In der darauffolgenden Sommersaison sprang er unter anderem zweimal in Hakuba auf das Podest und gewann am 29. Juli 2006 in Oberstdorf sein erstes Continental-Cup-Springen. Im September desselben Jahres erreichte er bei den Springen im japanischen Hakuba mit zwei dritten Rängen seine ersten Podestplätze im Sommer-Grand-Prix, dessen Gesamtwertung er mit Platz zwölf abschloss. In der Wintersaison 2006/2007 erreichte er nach einigen Top-20-Platzierungen in Lahti beim Nordic Tournament den 6. Platz.
Anfang April 2008 erlitt er einen schweren Autounfall. Dabei erlitt er zahlreiche innere Verletzungen und konnte nur mit einer Notoperation gerettet werden. Danach musste er einige Monate mit dem Sprungtraining pausieren. Sein erster Auftritt im Weltcup nach dem Unfall war am 8. Januar 2010 in der Qualifikation zum Skifliegen am Kulm in Tauplitz, in der er die Höchstweite markierte. Anschließend erreichte er seine bisherig beste Weltcupplatzierung und beendete am 9. Januar das Skifliegen mit einem 4. Platz. Diese Leistung konnte er acht Tage später in Sapporo wiederholen.
Bei den Olympischen Winterspielen 2010 in Vancouver erreichte er im Springen von der Normalschanze den 21. Platz.
Bei der Skiflug-Weltmeisterschaft 2010 in Planica erreichte Hajek im Einzelfliegen den 8. Platz und erzielte mit 236 m die bis dahin drittgrößte jemals gestandene Weite, die bis heute als tschechischer Landesrekord Bestand hat. Bei den tschechischen Meisterschaften von der Großschanze 2012, die am 2. September im polnischen Wisła ausgetragen wurden, konnte er seinen ersten nationalen Meistertitel erringen.
Nach wechselnden Ergebnissen im Continental Cup sprang Hájek im Dezember 2012 in Engelberg wieder im Weltcup, verpasste dabei aber die Punkteränge deutlich. Auch als er nach weiteren guten Continental-Cup-Platzierungen beim Skifliegen in Vikersund erneut die Nominierung erhielt, blieb er ohne Erfolg. Erst vier Tage später in Harrachov gelang ihm nach drei Jahren wieder ein Punkteerfolg im Weltcup. Mit den Plätzen 29 und 17 konnte er dabei überzeugen, so dass er auch wenige Tage später beim Skifliegen in Oberstdorf erneut startete. Auch hier erreichte er mit dem 13. Platz im Einzel und dem 7. Platz in der Mannschaft überraschend gute Ergebnisse. Im Continental Cup verpasste er in Vikersund mit zwei fünften Plätzen die Podestränge im März 2013 nur knapp. Am 21. September 2013 sprang er im kasachischen Almaty erstmals nach sieben Jahren wieder auf das Podium eines Grand-Prix-Wettbewerbes, als er Platz drei belegte.
Am 14. September 2015 erklärte er nach schlechten Ergebnissen und anhaltenden gesundheitlichen Problemen seinen Rücktritt vom aktiven Sport.

### Skisprungtrainer
In der Folge arbeitete Hájek als Assistenztrainer der tschechischen Skisprungteams. Nach der Entlassung von David Jiroutek wurde Hájek Mitte Januar 2020 vom tschechischen Skiverband für die restliche Weltcup-Saison 2019/20 zum Cheftrainer Tschechiens befördert.

### Verbleib
Am 2. Oktober 2022 wurde Hájek von seiner Familie als vermisst gemeldet. Zuvor hatte er sich von seiner Frau Veronika Pánková, die als Physiotherapeutin der tschechischen Skisprungmannschaft arbeitet, scheiden lassen. Vermutungen zufolge sei er nach Malaysia ausgewandert. Im März 2023 meldete der tschechische Skiverband, dass Hájek tot aufgefunden worden sei, ohne weitere Details bekanntzugeben. Nachfolgend wurde bestätigt, dass Hájek in Langkawi vermisst wurde und im September 2022 im Alter von 35 Jahren verstarb.

## Erfolge

### Weltcup-Platzierungen
| Saison  | Platz | Punkte |
| ------- | ----- | ------ |
| 2004/05 | 64.   | 017    |
| 2005/06 | 76.   | 005    |
| 2006/07 | 32.   | 160    |
| 2007/08 | 43.   | 044    |
| 2009/10 | 23.   | 230    |
| 2012/13 | 45.   | 056    |
| 2013/14 | 41.   | 108    |
| 2014/15 | 61.   | 024    |

### Continental-Cup-Platzierungen
| Saison  | Platz | Punkte |
| ------- | ----- | ------ |
| 2004/05 | 13.   | 459    |
| 2005/06 | 91.   | 025    |
| 2007/08 | 30.   | 215    |
| 2009/10 | 46.   | 127    |
| 2010/11 | 63.   | 083    |
| 2011/12 | 35.   | 202    |
| 2012/13 | 31.   | 230    |
| 2014/15 | 78.   | 046    |

### Grand-Prix-Platzierungen
| Saison | Platz | Punkte |
| ------ | ----- | ------ |
| 2005   | 35.   | 037    |
| 2006   | 12.   | 168    |
| 2007   | 72.   | 008    |
| 2012   | 70.   | 009    |
| 2013   | 17.   | 165    |
| 2014   | 48.   | 033    |
| 2015   | 74.   | 011    |